# Melaza de sorgo

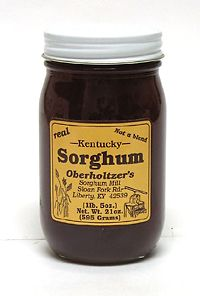
Frasco con melaza de sorgo elaborada en Kentucky.

La melaza de sorgo es un tipo de melaza preparada utilizando alguna de las diversas variedades de sorgo que poseen un alto contenido de azúcar. Los sorgos denominados dulces se desarrollan mejor en condiciones secas y cálidas que otros tipos de cosechas y se los cultiva principalmente para forraje, ensilado, y producción de melaza o jarabe.

## Cultivo
El sorgo dulce se ha cultivado en Estados Unidos desde la década de 1850 para utilizarlo como edulcorante, básicamente en forma de melaza o jarabe. A comienzos del siglo XX, la producción anual de melaza de sorgo de Estados Unidos era de 76000 m³. La elaboración de melaza a partir del sorgo es una tarea que requiere de mucha mano de obra. Luego de la Segunda Guerra Mundial, con la consiguiente reducción en la disponibilidad de mano de obra en el campo, la producción de la melaza de sorgo cayó abruptamente. A finales del siglo XX, la producción anual de Estados Unidos es inferior a 3800 m³. La mayoría del sorgo utilizado en la elaboración de melaza se cultiva en Alabama, Arkansas, Georgia, Iowa, Kentucky, Misisipi, Carolina del Norte, y Tennessee.

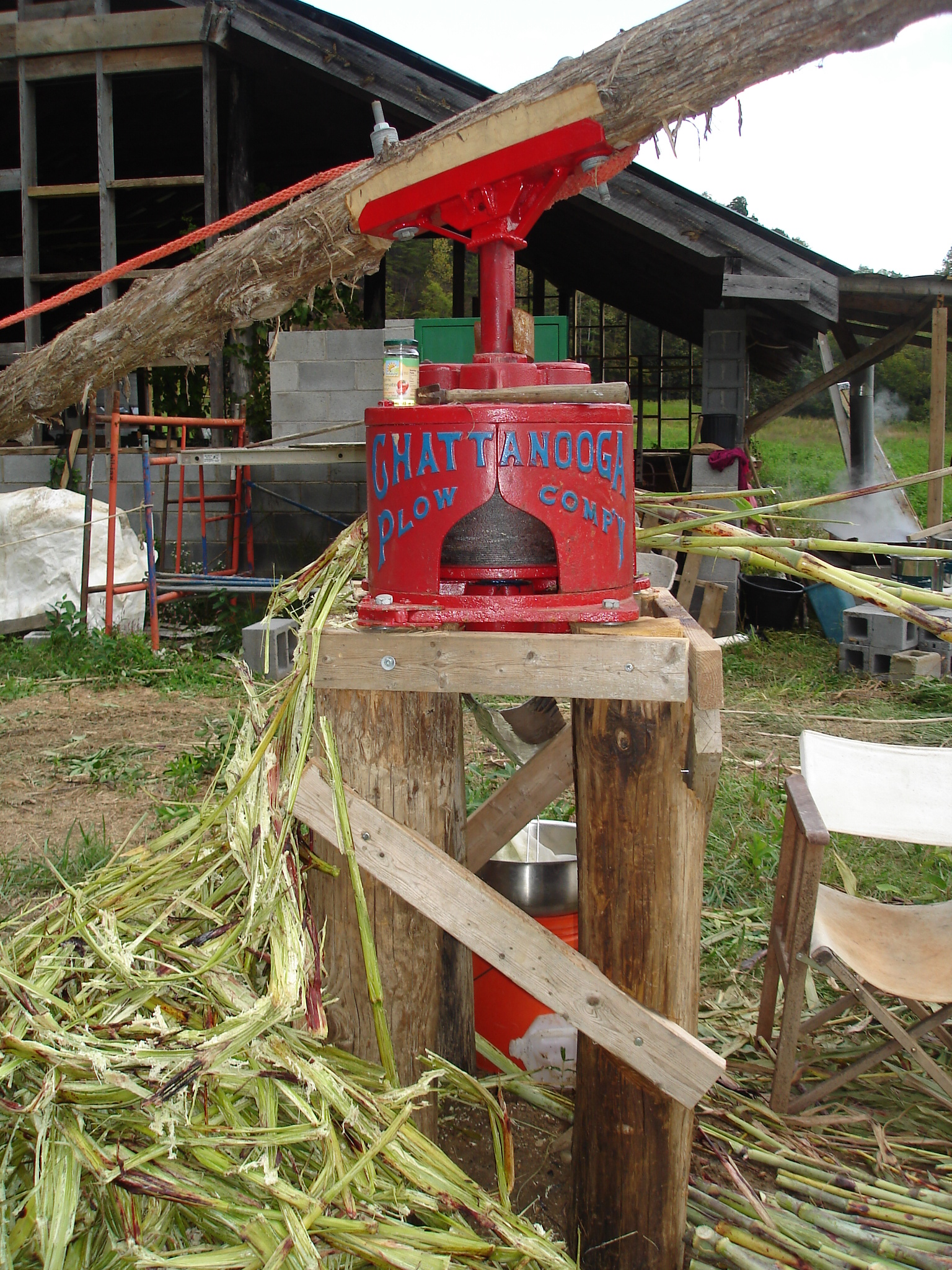
Antiguo trapiche operado por un caballo, utilizado para la extracción de jugo de la caña de sorgo, en uso en una granja orgánica en Carolina del Norte para producir melaza.

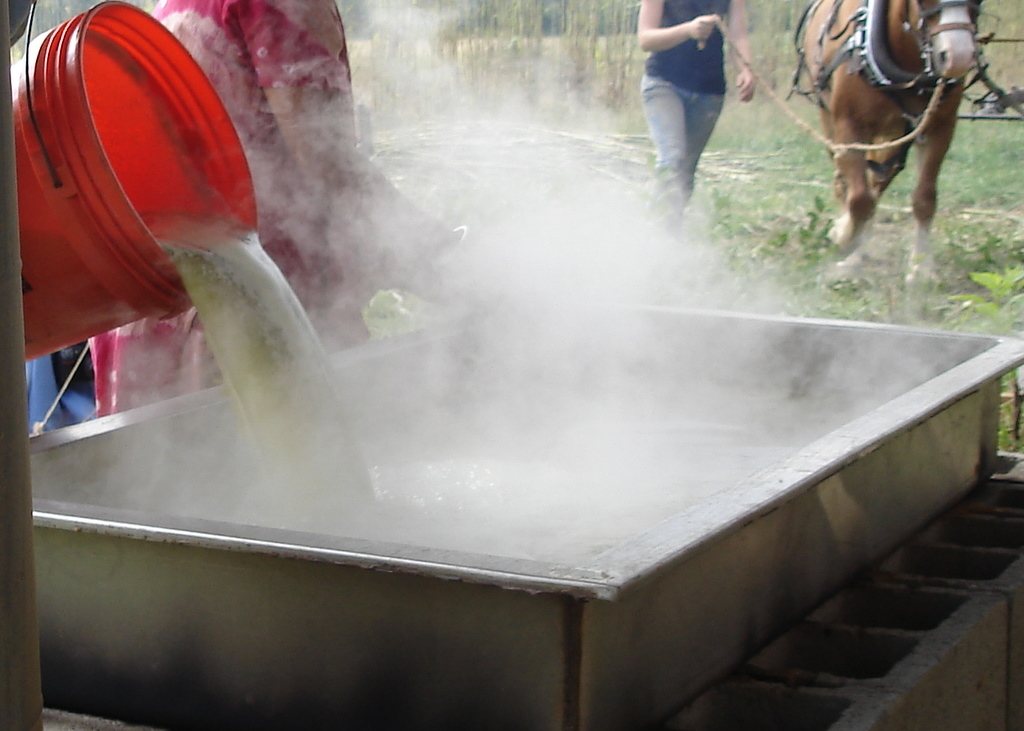
Agregado de jugo de caña recién exprimido a un caldero con melaza en un fuego, en forma muy similar al método empleado en el

## Uso
La melaza de sorgo y las galletas calientes son elementos tradicionales del desayuno en el sur de Estados Unidos. La melaza de sorgo se utiliza para acompañar tortitas, panqueques, mush de maíz, grits y otros cereales cocidos. También se lo utiliza como ingrediente en la preparación de alimentos.
El sorgo es principalmente utilizado como forraje y ensilado. El cultivo de sorgo para forraje para ganado se concentra en las Grandes Llanuras (Texas, Oklahoma, Kansas, y Nebraska son los principales estados productores), en las cuales la producción de maíz no es redituable a causa de la falta de lluvias adecuadas y de las altas temperaturas.

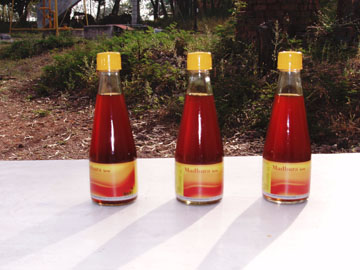
Melaza de sorgo de Madhura comercializada en India.

### Festivales de sorgo en Estados Unidos
- Morgan County Sorghum Festival, West Liberty, Kentucky
- Sorghum Festival, Blairsville, Georgia
- Sorghum Festival, Crawford County, Indiana
- Hancock County Sorghum Festival, Hawesville, Kentucky
- Tipton-Haynes Bluegrass and Sorghum Festival, Johnson City, Tennessee
- Syrup Sopping, Loachapoka, Alabama
- Old School Sorghum Festival, McDaniels Crossroads, North Carolina
- Scott County Sorghum Festival, Oneida, Tennessee
- Sorghum Festival, Wewoka, Oklahoma.

- Datos: Q127415674